# لا غالب إلا الحب
لا غالب إلا الحب، مجموعة شعرية من مؤلفات الشاعر العربي السوري نزار قباني، صدرت في عام 1990، عن منشورات نزار قباني في بيروت، لبنان.